# Halász Péter (rendező)
Halász Péter (Budapest, 1943. augusztus 20. – New York, 2006. március 9.) magyar avantgárd író, rendező, színész.

## Életpályája
Halász Pál (1914–1963) jogász, egyetemi tanár és Fischer Zsuzsa (1913–1952) orvos fiaként született. 1962–1969 között az Universitas Együttes tagja, az Egyetemi Színpadról való kiválása után 1969-ben saját színházat alapított Kassák Ház Stúdió néven. 1971-ben szerepeltek a nancyi színházi világfesztiválon. 1972-ben A skanzen gyilkosai című előadásukat betiltották, működési engedélyüket megvonták. Társulata a Dohány utca 20. sz. IV. emelet 25. alatti lakásban (Halász Péter és Koós Anna lakásában) folytatta színházi tevékenységét.
1973 októberében meghívás és engedély nélkül szerepeltek a wrocławi színházi fesztiválon, a helyszínen állítva össze az előadás részleteit. Emiatt a hatóságok bevonták útlevelüket, négy évre megtiltották külföldre utazásukat.
1975-ben Csehov Három nővér című darabját vitték színpadra, férfi címszereplőkkel (Irina: Halász Péter; Olga: Bálint István; Mása: Breznyik Péter).
Emigrálásuk (1976) után Squat Színház néven működtek tovább, először Nyugat-Európában (Párizsban, Londonban, Düsseldorfban, Amszterdamban, Rotterdamban, Marseille-ben, Nancyban és Baltimore-ban), majd New Yorkban telepedtek le. A Squat Theatre-t az 1980-as években New York tíz legfontosabb kulturális intézménye egyikeként tartották számon. Számos díjat nyert előadásaik közé tartozott a Disznó, gyerek, tűz! és az Andy Warhol utolsó szerelme. 1984-ben az eredeti csapat feloszlása után a Squat Színházat Bálint István vitte tovább, míg Halász létrehozta a Love Theatre-t.
Halász 1991-ben visszatért Magyarországra, a budapesti Katona József Színházban, a Színművészeti Főiskolán, az Új Színházban és a Nemzetiben is rendezett. Jeles Andrással egy ideig együtt igazgatták a Városi Színházat.
A halálos rákbeteg művész 2006. február 6-án, a budapesti Műcsarnokban, még életében felravataloztatta magát, hogy ily módon jelen lehessen saját temetésén. A barátai által tartott búcsúbeszédeket egy koporsóban fekve hallgatta végig. Ezen utolsó előadásának teljes dokumentációját a barátai által létrehozott Halász Péter Virtuális Emlékmű online archívum tartalmazza.

## Színházi munkái

### Szerzőként
- A pokol nyolcadik köre (1967)
- A kínai (1992)
- Önbizalom (A kínai) (1993, 2005)
- Piero della Francesca Cabaret (1993)
- Hatalom, Pénz, Hírnév, Szépség, Szeretet (1994)
- Jack Smith halála/halott (1994, 2002)
- Sanyi és Aranka (1994)
- The Case of the Bata Boots (1995)
- Sanyi pilóta (1995)
- Pillanatragasztó (Kínai III. és IV.) (1996)
- A sisakkészítő gyönyörű felesége (1998)
- Nosferatu org. (1999)
- Egy őrült naplója avagy az aknaszedő feljegyzései (1999)
- Gyermekünk (2000)
- Slicc (2001) (író is)
- Petit Mal - Egy nő odüsszeiája 20 epizódban elbeszélve (2003)
- Egy portugál apáca levelei (2004)
- Csudafa (2004)
- Aranylövés (2010)

### Színészként
- Federico García Lorca: Yerma... 1. férfi
- Buero Vallejo: Az égető sötétség... Az apa
- Jean Racine: A pereskedők... Kendmegh bíró
- William Shakespeare: Szeget szeggel... Hólyag
- Lenz: Bűntelenek... Szállodás
- Aiszkhülosz: Oreszteia... Őr
- Csokonai Vitéz Mihály: Az özvegy Karnyóné s két szeleburdiak... Lázár
- Erdélyi Sándor: Imádság Zsuzsáért... Antal
- Juhász Ferenc: Az éjszaka képei... A kar tagja
- Lenz: A nevelő úr... Gróf Wermuth
- Ránki György: Egy szerelem három éjszakája... Károly
- Shakespeare: Két veronai nemes... Dárdás
- Dürrenmatt: Pör a szamár árnyékáért... Philippides
- Capek: A végzetes szerelem játéka... Scaramouche
- Zelk Zoltán: Vidám példázatú szomorújáték...
- Csokonai-Katona: Gerson du Malheureux... Ábrahám
- Pilinszky János: A pokol nyolcadik köre... 5. KZ lakó
- Rejtő Jenő: Piszkos Fred málnaszőrt iszik és kavarja Fülig Jimmy őszinte sajnálatára... Fülig Jimmy
- Halász Péter: Piero della Francesca Cabaret... Piero
- Halász Péter: Jack Smith halála/halott...
- Halász-Lukáts: Sanyi és Aranka...
- Halász Péter: The Case of the Bata Boots...
- Halász-Tillett: A sisakkészítő gyönyörű felesége... Nagymama
- Halász Péter: Nosferatu org...
- Halász Péter: Egy őrült naplója avagy az aknaszedő feljegyzései... P
- Benedek Elek: Csudafa... A mesélő

### Rendezőként
- Kafka: A kínai (1992)
- Halász Péter: Önbizalom (A kínai) (1993, 2005)
- Halász Péter: Piero della Francesca Cabaret (1993)
- Halász-Kornis-Bereményi: Hatalom, Pénz, Hírnév, Szépség, Szeretet (1994)
- Halász Péter: Jack Smith halála/halott (1994, 2002)
- Halász-Lukáts: Sanyi és Aranka (1994)
- Halász Péter: The Case of the Bata Boots (1995)
- Halász Péter: Sanyi pilóta (1995)
- Halász Péter: Pillanatragasztó (Kínai III. és IV.) (1996)
- Halász-Tillett: A sisakkészítő gyönyörű felesége (1998)
- Halász Péter: Nosferatu org (1999)
- Halász Péter: Egy őrült naplója avagy az aknaszedő feljegyzései (1999)
- Halász Péter: Gyermekünk (2000)
- Halász Péter: Slicc (2001)
- Eörsi István: A megmentett város (2002)
- Genet: Cselédek (2003)
- Eötvös Péter: Madrigálkomédiák (2003)
- Halász-Sántha: Petit Mal - Egy nő odüsszeiája 20 epizódban elbeszélve (2003)
- Alcoforado: Egy portugál apáca levelei (2004)
- Benedek Elek: Csudafa (2004)
- Handel: Semele (2005)

### Egyéb rendezései
- Testvérballada
- Mert mindenki csak ül meg áll
- Labirintus
- Gyors változások…
- A skanzen gyilkosai
- Betlehemi gyermekgyilkosságok
- Madarak
- Felkészülés…
- King Kong
- Disznó, gyerek, tűz!
- Andy Warhol utolsó szerelme
- Mr. Dead and Mrs Free
- Ravatalozás

## Filmjei

### Színészként
- Szerelmes biciklisták (1965)
- Égi bárány (1971)
- Álmodó ifjúság (1974)
- A nagy postarablás (1992)
- Senkiföldje (1993)
- Sade márki élete (1993)
- A turné (1993)
- A kisbaba reggelije (1996) (forgatókönyvíró is)
- Balekok és banditák (1997)
- Simon mágus (1998)
- A napfény íze (1999)
- Kisszínpadon nagy színház (1999)
- Új faj (2001)
- A mohácsi vész (2004)
- Herminamező – Szellemjárás (rendező is, forgatókönyvíró is, producer is)
- Ede megevé ebédem (2006)

## Kötetei
- Gázóra. Félálomszínház; Noran, Budapest, 2003

## Díjai, elismerései
- Párhuzamos Kultúráért díj (2006)[5]